# Ред-Лодж (Монтана)
Ред-Лодж (англ. Red Lodge) — крупнейший город и административный центр округа Карбон в штате Монтана в Соединённых Штатах Америки.
Согласно данным переписи населения США 2020 года число жителей города 
составляло 2257 человек, что, для такого небольшого населённого пункта, существенно больше (+ 6.2%), чем было во время предыдущей переписи, проводившейся в 2010 году (2125 человек).

## История
В доколумбову эпоху в этих местах жили коренные американцы из народа кроу. 17 сентября 1851 года правительство США подписало договор с индейцами, подтвердив контроль над территорией, которая сейчас включает и то место, где построен современный Ред-Лодж.

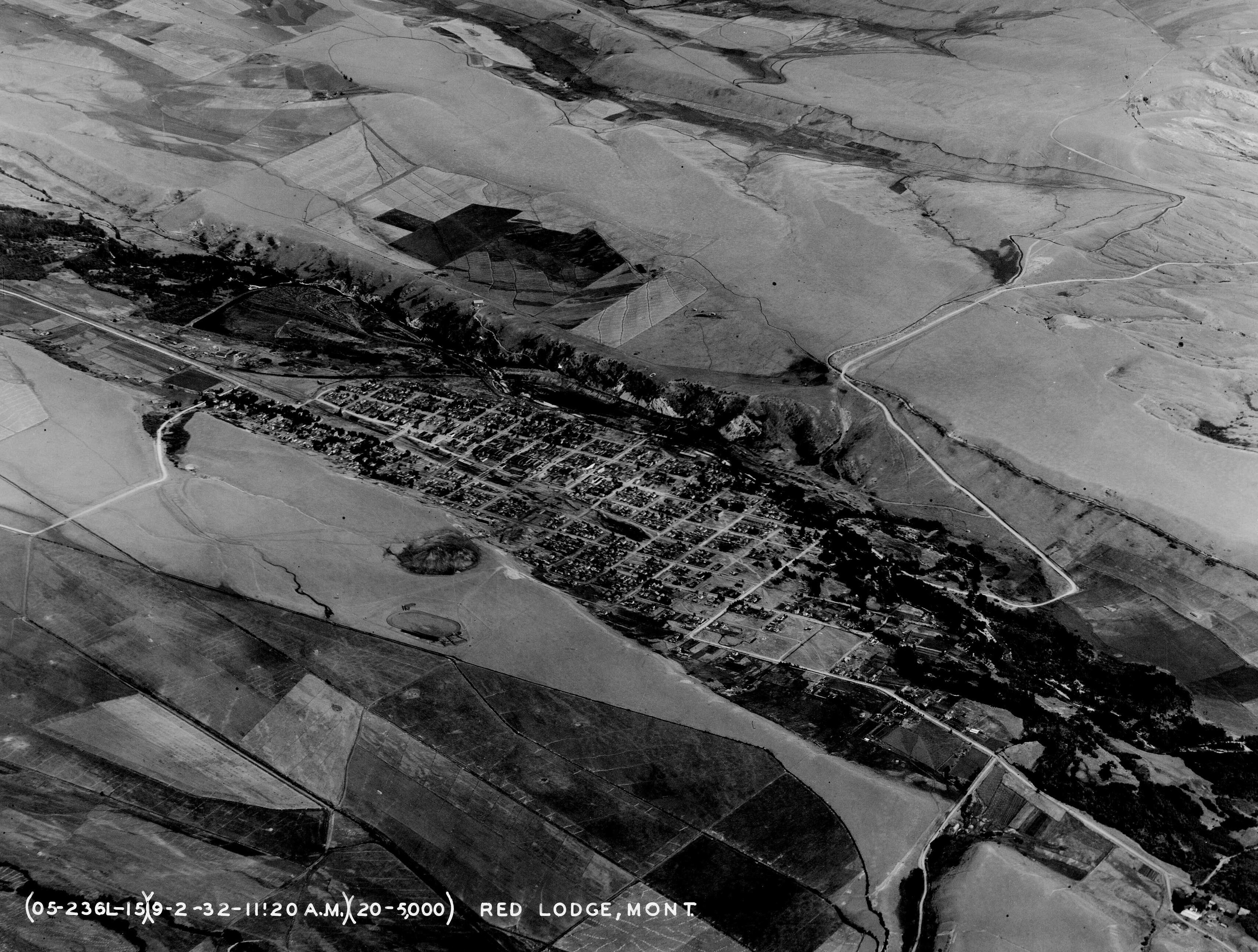
Ред-Лодж в 1932 году

В 1866 году в этом районе были обнаружены богатые залежи каменного угля, а в 1870 году поблизости было обнаружено и золото. Договор 1880 года между правительством США и кроу позволил заселять этот район прибывающими колонистами, начиная с 11 апреля 1882 года.
В 1880-х годах был заместителем шерифа в Колсоне и маршалом в Ред-Лодже служил легендарный маунтинмен эпохи американского Дикого Запада известный как Пожиратель Печени Джонсон.
Первое отделение Почтовой службы США с названием Red Lodge было основано 9 декабря 1884 года почтмейстером Эзрой Л. Бентоном. 
Вскоре в Ред-Лодж была проложена железнодорожная линия, а в июне 1889 года начались поставки угля. Границы резервации Кроу были изменены 15 октября 1892 года, открыв всю близлежащую территорию для заселения европейцами. С тех пор и до 1930-х годов добыча угля являлась основой местной экономики.
Большинство новых поселенцев приехали из Италии, Британских островов, Финляндии, Норвегии, Швеции, Германии и Австро-Венгрии. К середине 1880-х годов число мигрантов превосходило количество коренных американцев. К 1892 году население Ред-Лодж достигло 1180 человек, к 1906 году население выросло до 4000 человек, а к 1911 году — до 5 тысяч.

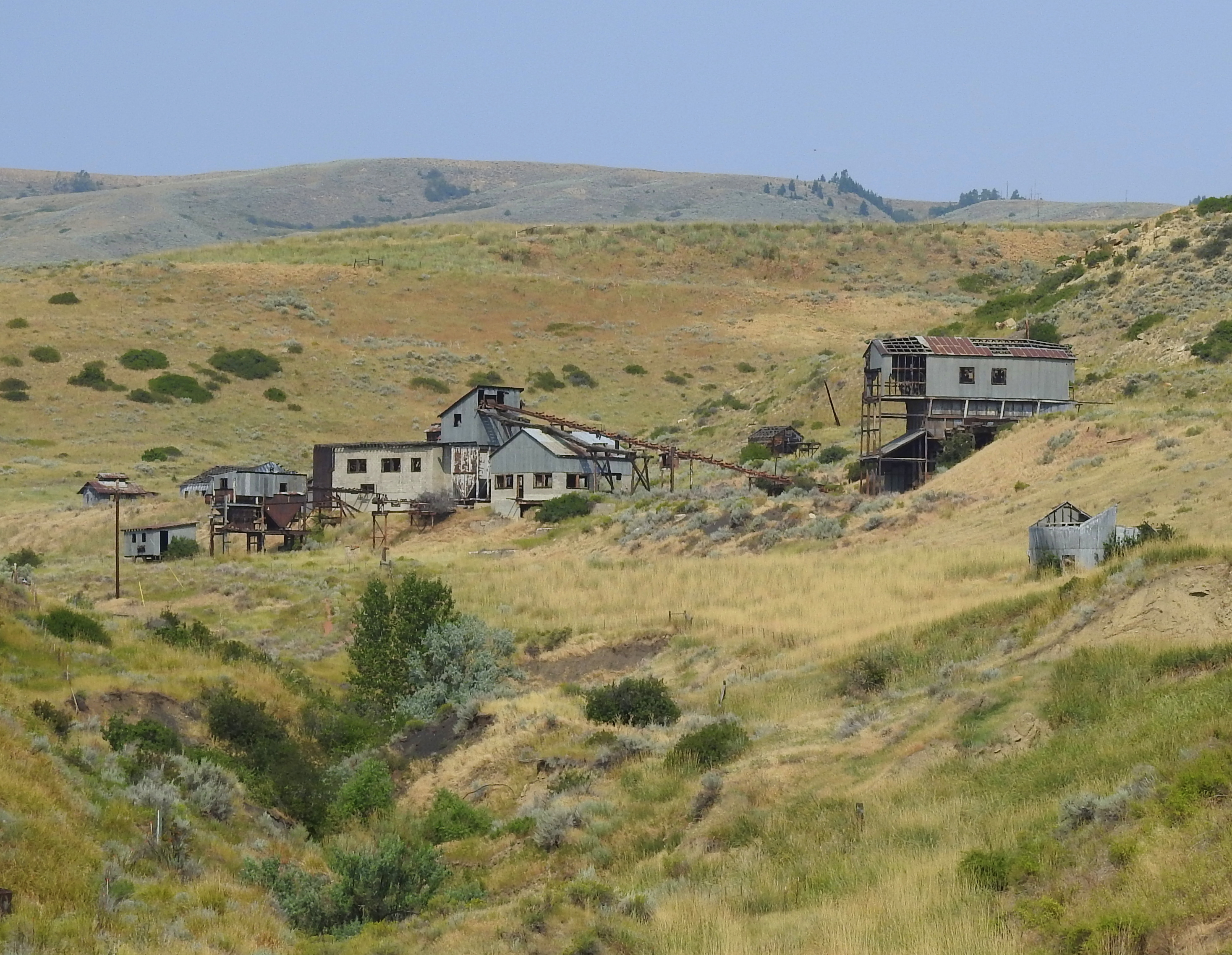
Шахта Смит

Во время Великой депрессии множество шахт было закрыто, но наиболее предприимчивые горожане так или иначе способствовали контрабанде алкоголя из Канады во время сухого закона в США, чем и зарабатывали себе на жизнь.
В 1931 году началось строительство шоссе Беартут, связывающему Ред-Лодж с Йеллоустонским национальным парком; официальное открытие дороги состоялось в 1936 году.
27 февраля 1943 года произошла катастрофа на шахте Смит. Взрыв заблокировал и убил 74 человека, и только трое из рабочих шахты в тот день спаслись, что сделало это самой смертоносной трагедией на угольной шахте в истории Монтаны. Вскоре после этого шахта была закрыта, но вновь открыта в конце 1970-х годов. На кладбище Ред-Лодж находится мемориал погибшим.
С 1915 года население города сокращалось вплоть до 1970-го года, когда стабилизировалось примерно в районе 2 тысяч человек. 
В настоящее время городские власти делают большой упор на туристическую сферу.

## География
Ред-Лодж расположен рядом с горным хребтом Беартут на юге. Река Рок-Крик протекает вдоль восточной границы. Примерно в 30 милях к юго-западу от города, в национальном парке Галлатин, находится Гранит-Пик, самая высокая точка штата Монтана.
Согласно данным Бюро переписи населения США, город имеет общую площадь 2,8 квадратных мили (7,25 км2) и вся эта территория приходится на сушу.

## Климат
Ред-Лодж находится в континентальном климате, который по системе классификации климатов Кёппена сокращённо обозначается на климатических картах аббревиатурой «Dfb» с холодной, несколько сухой зимой и тёплым, более влажным летом. 
Лето прохладнее, чем в районах Монтаны дальше на севере, из-за большой высоты. Однако зимы мягче, чем в районах дальше на востоке из-за влияния ветра шинук, как и в большей части штата.